# Enterolobium barnebianum
Enterolobium barnebianum là một loài thực vật có hoa trong họ Đậu. Loài này được Mesquita & M.F.Silva miêu tả khoa học đầu tiên.